# Steyr TMP
Pour les articles homonymes, voir Steyr (entreprise) et TMP.
Le Steyr TMP est un pistolet mitrailleur autrichien puis devenu suisse chambré en 9mm Parabellum et produit en petit nombre de 1992 à 2001. L'entreprise Suisse Brugger & Thomet le produit à partir de 2001 sous le nom B&T MP9. 

## Caractéristiques
Très compact et dépourvu de crosse d'épaule, il fait massivement appel aux polymères dans sa construction ce qui lui permet d'afficher un poids réduit. D'une dimension et d'un poids malgré tout légèrement supérieurs à ceux d'un pistolet conventionnel, il est doté d'une poignée verticale frontale qui le distingue définitivement d'un pistolet rafaleur et qui le rend plus contrôlable. Il possède également une détente sélective et tire à culasse fermée avec retardement de l'action.

## Conception
Il fut initialement conçu en application du concept de PDW (Personal Defense Weapon) comme arme de défense pour des troupes non combattantes, telles que les officiers, les artilleurs, les personnels du train… Contrairement à des armes innovantes telles que le P90 et dans une moindre mesure le MP7 qui se situent à la frontière entre pistolet mitrailleur et fusil d'assaut selon les principes définis par le programme américain d' Advanced Personal Defense Weapon, le TMP se positionne plutôt à la frontière entre pistolet et pistolet mitrailleur. Ses caractéristiques générales correspondent à celles d'armes existantes. comme le MP5K, le Micro Uzi, le Skorpion VZ61 ou l'Ingram MAC. Ces deux dernières armes affichaient les mêmes ambitions fonctionnelles lors de leur création, sans pour autant y parvenir. 
Le Steyr TMP se distingue toutefois par sa légereté et son ergonomie. Il reprend l'architecture de l'Ingram MAC et du Micro Uzi avec le chargeur dans la poignée qui permet de gagner en longueur, mais emprunte au MP5K la seconde poignée frontale, la cadence de tir modérée et l'absence totale de crosse d'épaule. 
Son poids, ses dimensions et son prix demeurent proches de celui d'un pistolet conventionnel afin de ne pas encombrer les personnels à qui il est destiné. En raison de la qualité de son ergonomie, de sa cadence de tir limitée et de son mécanisme à action retardé qui tire culasse fermée, le TMP est réputé être facilement contrôlable pour une arme de cette catégorie. Il peut recevoir un silencieux et divers accessoires, tels qu'une sangle, une lunette de visée, un désignateur laser ou lampe tactique.

## Usage
Il est conçu pour un tir instinctif en remplacement des pistolets semi-automatiques qui offrent des performances très faibles au combat en l'absence d'un entraînement intensif. Pour servir cet objectif, l'ergonomie de l'arme a notamment été conçue pour un usage simple. Il est doté d'une détente progressive qui permet de tirer au coup par coup en pressant la détente à moitié et en rafale lorsqu'elle est pressée entièrement. Ce système est doublé par une commande permettant de désactiver le tir semi-automatique. Son poids réduit, l'absence de crosse et son profil sans aspérité permettent en outre une mise en œuvre rapide mais le réservent pour des engagements à courte portée, à savoir 25 mètres environ.  
Le Steyr TMP ne trouva pas le marché pour lequel il avait été conçu et peu d'exemplaires furent produits entre 1992 et 2001.

## Versions dérivées
Une version civile dépourvue de poignée frontale et ne tirant qu'en semi-automatique a été commercialisée sous le nom de Steyr SPP. Il exista aussi le SPP Police muni d'une crosse fixe. L'encombrement du SPP Police affiche 60 cm pour 1,75 kg.

## B&T MP9
En 2003, la société suisse Brugger & Thomet racheta les brevets, la licence de fabrication et l'outillage du TMP. Ses ingénieurs l'améliorèrent sensiblement, y ajoutant principalement une crosse repliable latéralement et un rail picatinny sur le dessus de l'arme. Commercialisé en 2005 le B&T MP 9 est vendu comme TP9SF aux États-Unis pour ne pas être confondu avec le Ruger MP9. 
Le marché visé par cette évolution du TMP est celui des unités d'intervention pour lequel le B&T MP9 peut faire valoir une plus grande polyvalence. Ainsi, la portée pratique avec la crosse d'épaule est doublée, les accessoires peuvent être montés rapidement sur le rail standard et l'arme demeure assez légère pour être aussi tirée à une main en semi-automatique ce qui se révèle très utile lors de l'usage d'un bouclier tactique. 

### Fiche technique
- Calibre : 9 x 19 mm Parabellum
- Cadence de tir : 900 coups par minute
- Portée efficace : 50 m en utilisant la crosse
- Capacité du chargeur : 15-20-25 – 30 cartouches
- Longueur 
  - de l'arme avec crosse repliée : 30,3 cm
  - de l'arme avec crosse dépliée : 50,2 cm
- Poids à vide : 1,4 kg

## Dans la fiction
Les TMP/MP9 sont visibles dans diverse œuvres de fictions

### À l'écran
- Heat
- Le monde ne suffit pas
- Underworld
- Bons baisers de Bruges
- True Lies
- Lara Croft : Tomb Raider
- Gunslinger Girl
- Cowboy Bebop
- xXx
- Hancock

### Bandes Dessinées
- Alpha
- Les Enragés
- Gunsmith Cats

### Jeux Vidéo
- James Bond 007 Le monde ne suffit pas

- Hitman: Blood Money
- Resident Evil 4 Peut être doté d'une grande crosse.
- Tom Clancy's Rainbow Six 3: Raven Shield
- Counter-Strike dotée d'un silencieux, à l'exception de Counter-Strike: Global Offensive.
- Perfect Dark Zero dans une version  dotée d'un projecteur holographique. (et qui a aussi un trou d'éjection qui se trouve à gauche de l'arme au lieu du côté droit)
- Série Call of Duty:
  - Call of Duty: Modern Warfare 2 en réalité sa version améliorée, le MP9.
  - Call of Duty: Modern Warfare 3 également un Brügger & Thomët MP9 qui est présent à la place d'un Steyr TMP

## Sources
Cette notice est issue de la lecture des revues spécialisées de langue française suivantes :
- Cibles (Fr)
- Action Guns  (Fr)
- Raids (Fr)
- Assaut (Fr)